# Hinderwell
Hinderwell – wieś w Anglii, w hrabstwie North Yorkshire, w dystrykcie (unitary authority) North Yorkshire. Leży na terenie parku narodowego North York Moors, 68 km na północ od miasta York i 340 km na północ od Londynu. W 2001 miejscowość liczyła 2103 mieszkańców.